# エリック・ミュクラン
エリック・ミュクラン（Erik Mykland、1971年7月21日 - ）は、ノルウェーの元サッカー選手。元ノルウェー代表。ポジションはミッドフィールダー。

## 来歴
1990年にノルウェー代表デビュー。1994 FIFAワールドカップ・ヨーロッパ予選では9試合に出場、56年ぶりのワールドカップ出場権を獲得した。1994 FIFAワールドカップでは全3試合に出場した。1998 FIFAワールドカップでも3試合に出場、ベスト16となった。2000年までに78試合に出場、2得点をあげた。

## 代表歴

### 出場大会
- ノルウェー代表
  - 1994 FIFAワールドカップ
  - 1998 FIFAワールドカップ

### 試合数
- 国際Aマッチ 78試合 2得点（1990年-2000年）[1]

| ノルウェー代表 | 国際Aマッチ | 国際Aマッチ |
| 年             | 出場        | 得点        |
| -------------- | ----------- | ----------- |
| 1990           | 1           | 0           |
| 1991           | 0           | 0           |
| 1992           | 10          | 1           |
| 1993           | 8           | 0           |
| 1994           | 13          | 1           |
| 1995           | 5           | 0           |
| 1996           | 3           | 0           |
| 1997           | 10          | 0           |
| 1998           | 7           | 0           |
| 1999           | 10          | 0           |
| 2000           | 11          | 0           |
| 通算           | 78          | 2           |